# Großstadtspatzen
Großstadtspatzen (Originaltitel: The Family Upstairs) ist eine US-amerikanische Stummfilmkomödie aus dem Jahr 1926 von John G. Blystone mit Virginia Valli in der Hauptrolle. Das Drehbuch basiert auf dem Bühnenstück The Family Upstairs von Harry Delf.

## Handlung
Louise Heller, ein ruhiges und kultiviertes Mädchen, wird von ihrer Mutter Emma, ihrem Bruder Willie und ihrer Schwester Annabelle verspottet, weil sie keinen Freund hat. Der Bankangestellte Charles Grant verliebt sich in sie und besteht darauf, ihre Familie in ihrer Wohnung zu besuchen. Mrs. Heller vertreibt ihn, indem sie über den Luxus spricht, an den ihre Tochter gewöhnt ist. Als er geht, beschuldigt Louise ihre Familie, ihr die einzige Chance auf Romantik verdorben zu haben. Impulsiv nimmt sie ein Taxi nach Coney Island, um sich in der Menge zu verlieren, wird aber von Charles verfolgt, der die Vortäuschung der Familie durchschaut hat. Louise trifft auf  zwei Jungen, die in ihrem Büro arbeiten. Als Charles versucht, mit ihr zu reden, ärgern sie sich über seine Einmischung und halten ihn für einen Schläger. Charles wird von ihren Gefährten niedergeschlagen, aber infolgedessen versöhnen sich Louise und Charles glücklich.

## Hintergrund
Der Film kam am 29. August 1926 in die US-Kinos.
Fox produzierte zwei Neuverfilmungen. 1930 entstand Harmony at Home unter der Regie vom Hamilton MacFadden, 1939 Stop, Look and Love, inszeniert von Otto Brower.
Da keine Kopien der sechs Filmrollen existieren, gilt der Film als verschollen.